# Verrino
A Verrino egy olaszországi folyó. Capracotta település mellett jön létre két hegyvidéki patak vizének egyesülésével, melyek a Monte Capraro illetve Monte Campo lejtőiről erednek. Átszeli Campobasso megyét majd Poggio Sannita község területén a Trigno folyóba torkollik.